# Kid606
Kid606 é o nome artístico de Miguel Trost De Pedro, uma produtor de músico eletrônica que nasceu em julho 1979 Caracas, Venezuela, criado em San Diego e, mais tarde, San Francisco. Ele é mais estreitamente associado as cenas Noise, IDM, Hardcore techno.

## Histórico
Inspirado pelo hardcore techno, punk, indie, noise rock, e uma dose liberal de heavy metal, as gravações de Kid606  são um destaque da cena electro crescente de rock indie. Sua falta de seriedade em relação à cena IDM (evidente em sua atitude, bem como em suas gravações) e apreço para com a cena breakbeat thrash o coloca em linha com os "advogados" do digital hardcore de grupos como Atari Teenage Riot e eletrônico descontrutivo, tais como Add N to (X). Nativo da Venezuela, Kid se mudou para San Diego ainda jovem.
Após tornar-se interessado em samplers, ele começou a gravar e lançou algum material com Spacewurm e Ariel, dois músicos do selo Vinyl Communications, do sul da Califórnia. Após o desaparecimento de ambos, Kid606 começou a lançar seu próprio material, o álbum Don't Sweat the Technics, em 1998; um CD split com Lesser, liberado mais tarde naquele ano; e, os EPs Unamerican Activity e Dubplatestyle.
Em meados de 2000, Kid606 lançou Down with the Scene, seu primeiro álbum pelo selo Ipecac de música experimental de Mike Patton (vocalista do Faith No More). Poucos meses depois, o selo de techno experimental Mille Plateaux lançou o comparativamente moderada P.S. I Love You, acompanhado por um álbum de remixes chamado P.S. You Love Me.
No ano seguinte, 2001, Kid606  voltou a compor músicas mais pesadas, lançando em 2002 o álbum mashup-techo-heavy The Action Packed Mentallist Brings You the Fucking Jams, e em 2003 Kill Sound Before Sound Kills You. Em 2003 abriu o show do Kraftwerk no TIM Festival. E, os álbuns Resilience, de 2005, e Pretty Girls Make Raves, lançado um ano mais tarde, o primeiro influenciado pelo IDM, enquanto o que segundo soa como um retorno ao techno básico. Ele também trabalhou no projeto paralelo Disc , com Lesser e Matmos e uma série de outros colaboradores. Durante o final de 2000, Kid606  encontrou tempo para a lançar o sexto EP, Die Die Soundboy e em seguida o álbum completo Shout at the Döner, em 2009..